# Тітушки

Тітушки біля Кабінету Міністрів 24 листопада 2013

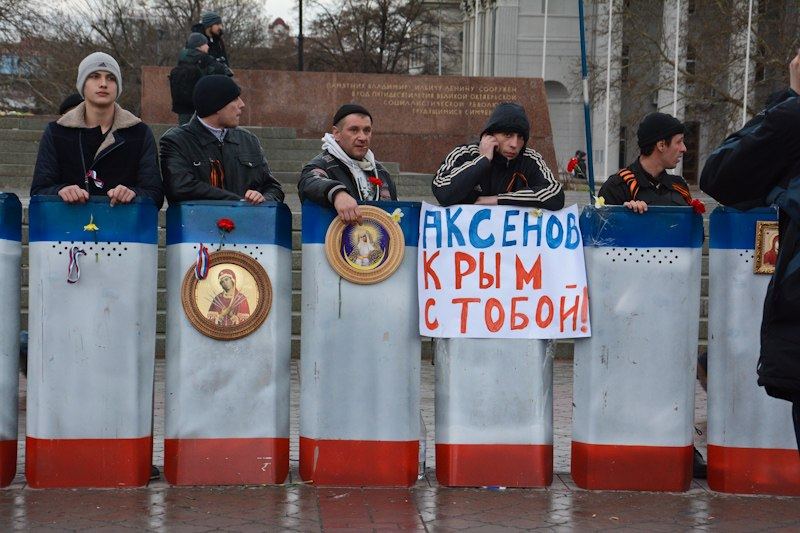
Тітушки на центральній площі Сімферополя, яких у Криму називали нібито «загонами самооборони», під час збройної агресії РФ 2 березня 2014

«Тіту́шки» — збірна назва найманців, часто люмпенізованих кримінальних елементів, гопників, молодиків, у тому числі спортсменів, які використовувалися українською владою (насамперед Януковичем) для застосування фізичної сили і участі в масових сутичках; зокрема, для перешкоджання діяльності опозиційних активістів та для дій проти вуличних протестів: провокацій, підпалів машин, залякування, побиття та розгону демонстрацій, впливу на процес голосування на виборах тощо. Офіційно визнано використання державними службовцями правоохоронних органів та спецслужби кримінальних бандитських формувань «тітушок» проти демократичної акції «Євромайдану».
Термін з'явився у травні 2013 року і походить від прізвища спортсмена Вадима Тітушка. Набув широкої популярності з листопада 2013 року, в період Євромайдану. З кінця січня 2014 року використовуються як народні дружини та добровільні помічники міліції у захистах ОДА у різних областях. Також МВС України є організатором інтриги та провокатором екстремізму з бандитизмом в подіях Євромайдану, шляхом переодягання державних службовців у тітушок із координацією їх протиправних дій, і причетні до формування ситуації кровопролиття з обох боків барикад. Замість виконання службових обов'язків, до протиправних дій МВС долучилася СБУ: був схоплений на місці злочину один із координаторів кримінальних банд «тітушок» полковник СБУ Магеря Григорій Васильович.

## Етимологія
Термін походить від прізвища спортсмена з Білої Церкви Вадима Тітушка, який 18 травня 2013 року в Києві напав на журналістів Ольгу Сніцарчук та Владислава Соделя. Напад було зафіксовано фотокореспондентами, що і слугувало основним доказом його провини в суді. 14 серпня 2020 року Тітушка було заарештовано й поміщено під домашній арешт в очікуванні рішення суду.
За словами доктора філологічних наук професора Олександра Пономарева, слово «тітушки» в однині може бути як чоловічого (називний відмінок: тітушко, родовий відмінок множини: тітушків), так і жіночого (називний відмінок: тітушка, родовий відмінок множини: тітушок) роду; причому в жіночому роді слово звучить більш саркастично.

## Вигляд і дії
Переважно, «тітушки» — це молоді люди, які займаються бойовими видами спорту. Завдяки зовнішності — спортивній статурі, характерному одягу та зачісці, поведінці, вони досить чітко виділяються в натовпі пересічних громадян. У «Партії регіонів» їх називають «толстолобіки». За радянських часів аналогічні боївки називалися бригадмілами, що створювалися при райкомах партії, зокрема в Києві, під орудою відповідних райкомів партії та КДБ. Наприклад, відомий розгром студентської виставки перед вечором Курбаса у Клубі творчої молоді в колишньому Жовтневому палаці.
Під «тітушками» розуміють молодих людей спортивного вигляду (зокрема і перевдягнених у цивільний одяг співробітників владних силових структур), яких за грошову винагороду використовують для протизаконних методів перешкоджання конституційним проявам громадського опору. Вони також брали участь у неполітичних акціях, пов'язаних з рейдерським захопленням власності та охорони незаконних забудов від протестів громадян.
«Тітушки» зазвичай мають характерний зовнішній вигляд: молоді люди у спортивній формі та шкіряних куртках. Вони розпочинають бійки з учасниками акцій протесту, домагаючись виведення масових заходів, незадоволених владою (наприклад, Євромайдану), за межі правового поля. Часто цей образ зливається з образом гопника, який встав на сторону реакційного сектора політикуму. У свою чергу представники влади вбачають в «тітушках» активістів опозиції. Влада використовує тітушок зокрема для:)
- провокацій спецпідрозділів міліції на застосування силових сценаріїв розгону демонстрантів;
- протизаконного застосування сили до мітингувальників;
- проникнення в середовище мітингувальників з метою сіяння паніки та/або підбурювання до протизаконних дій;
- формування груп псевдо-мітингувальників, що здійснюють протиправні дії;
- погромів об'єктів торгівлі, підпалу автомобілів;
- імітації численних провладних мітингів;
- пікетування певних установ, об'єктів під виглядом провладних або опозиційних сил;
- розбору барикад під виглядом комунальних служб;
- розправи над окремими громадськими активістами шляхом погроз, побиття і псування їх майна (зазвичай — шляхом підпалу);
- залякування, хуліганських дій відносно представників опозиційних засобів масової інформації.

Також у моменти бездіяльності влади чи в недружній до правоохоронних органів атмосфері під виглядом тітушок діють озброєні агенти спецслужб.

### Імідж
Поняття «тітушки» має негативну конотацію.
Під час політичної кризи 2013 року в Україні термін «тітушки» набув широкого вжитку, проникнувши і у закордонну пресу. Його почали застосовувати з поясненнями в польській, англійській, французькій, норвезькій періодиці.

### Айтітушки
У словнику сучасної української мови та сленгу «Мислово», з'явилось визначення хакерів, які здійснюють DoS атаки на сайти та зламують акаунти опозиціонерів у соцмережах. Слово утворене злиттям слів «айті» та «тітушки». «Айтітушки» сильно проявили себе під час Євромайдану, зламавши кілька блогів політиків та поклавши «Європейську Українську Правду», а також систематичними атаками на сайт
Словник подає такі приклади вживання нового терміна:
- Після публікації новини про «тітушок» сайту довелося ще 2 дні відбиватися від їхніх колег — айтітушок.
- Поганий той бот, що не мріє стати айтітушкою[44].

У 2015 році у словнику «Мислово» як похідне від «тітушок» з'явилось слово «ахметушки», на позначення проплачених мітингарів, яких пов'язують з українським олігархом Рінатом Ахметовим.

## Використання

Пам'ятка для учасників Євромайдану: як розпізнавати провокаторів

- Про залучення «тітушок» до провокацій повідомив Радіо Свобода народний депутат України від партії «Батьківщина», голова однієї з слідчих комісій, генерал-лейтенант міліції Віталій Ярема:

| Я навіть знаю суми, від 200 до 500 гривень на день вони отримують. Як правило, це люди, які займаються спортивними єдиноборствами, фізично міцні. Вони готові спричинити мітингувальникам тілесні ушкодження. Вони виступають як провокатори, щоб спровокувати людей проти міліції. А потім під час цих потасовок вступає у дію міліція і затримує мітингувальників, а не цих «тітушок». Це надзвичайно небезпечно.[47] |
Народний депутат Інна Богословська:
| У мене є очевидець. Це помічник мого чоловіка. Він бачив, що у готелі «Київ» живуть ці люди, їм платять по 250 гривень <...> Я чула, як ці люди зараз співали гімн, саме так вони співають його на стадіонах. | За словами Богословської, ще рік тому в Партії регіонів розглядали можливість використання в провокаціях футбольних фанів.

### Середовище рекрутування
Зазвичай «тітушок» набирають серед безробітної молоді, учасників спортивних секцій боксу, боротьби та східних єдиноборств, із депресивних регіонів країни, із люмпенізованих середовищ, де люди не особливо переймаються ідеологічними питаннями. Це можуть бути просто призовники — здорові і не обтяжені обов'язками та життєвим досвідом. Частіше їх привозять з міст східних, південних, північних областей.

### Вартість використання
Згідно з проведеним дослідженням Економічної правди, вартість використання найманців в бойових умовах становить 100 євро за 1 особу або 10 000 євро за роту тітушок:
- Екіпірування — 670 грн.
- Транспорт — 15—20 грн/особа.
- Послуги — 200—500 грн/день.

Відомо про випадок оплати послуг 200 безробітних полтавчан як тітушок: їм платили по 500 гривень з 3 по 13 грудня. Інші 100 полтавчан прибули 7-8 грудня. Ночівля «тітушок» в наметах біля Верховної Ради коштувала 270 гривень. Окремо були замовлені (і сплачені організаторами) хостели для ночівлі в районі Залізничного вокзалу, в районі Львівської площі та неподалік «Київмлина». Орієнтовна чисельність усіх завезених у Київ «тітушок» за цей період становила приблизно 2000 осіб.

### Зброя
27 січня 2014 року народний депутат Княжицький на брифінгу у Будинку профспілок заявив:
|  | Маємо інформацію, що збройні магазини на Сході роздають травматичну зброю, це пістолети «Форт» місцевим тітушкам. Їм терміново виписують дозволи на травматичну зброю, і це при тому, що у Києві отримати дозвіл на зброю наразі неможливо, а магазини зброї усі не працюють |

## Відносини з правоохоронними органами
Після так званої «ночі тітушок» з 20 на 21 січня (численні випадки побиття людей та автомобілів) журналістами було вказано на те, що на численні звернення громадян (виклики по номеру 102) міліція не реагувала, не виїжджала на місце злочину. В МВС України на запитання журналістів від коментарів відмовились. За словами експерта, такі дії можна пояснити тільки тим, що був відданий наказ не реагувати на подібні виклики. Більше того, за словами експерта:
«Є багато відео, є багато свідчень тому, що міліціонери не тільки не реагують, а часто супроводжують або спілкуються з представниками так званих „тітушок“. Це також наводить на думку, що міліція або координує — якісь спільні дії міліції і „тітушок“. Або є, як я сказав, вказівка не чіпляти і не реагувати на порушення з боку так званих „тітушок“» 
Враховуючи масовість використання цих провокаційних технологій, іноді під виглядом «тітушок» вчиняють безлади, побиття та вбивства самі міліцейські оперативники або працівники спецслужб. Також є інформація, що міліціонери, які «працюють» з кримінальними елементами, мають під своїм персональним впливом певну кількість правопорушників, яких вони свого часу «відмазали» від відповідальності. У потрібний момент, з відома керівництва, вони залучають їх бути «тітушками» для чорної роботи або масовки.
Влада Януковича 20 лютого 2014 року видала тітушкам понад 400 автоматів та 90 тисяч патронів, за що повідомлено підозру екс-керівництву МВС та трьом працівникам складів.

## Знаки розрізнення

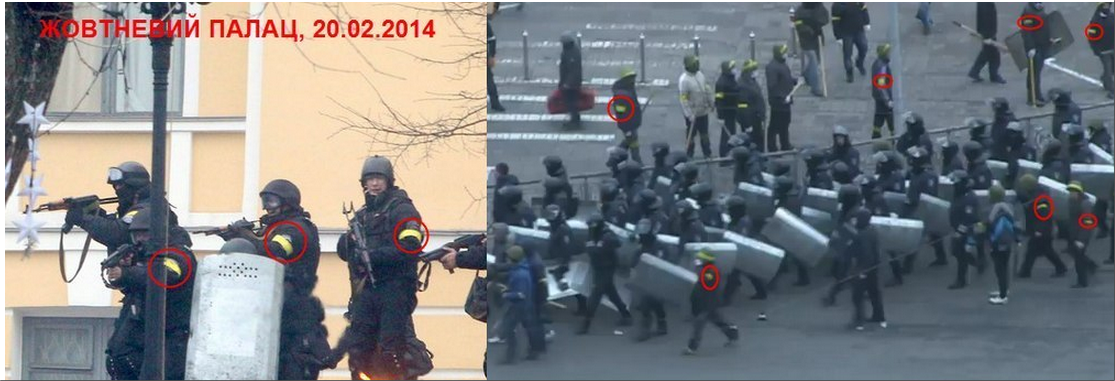
Працівники спецслужб із жовтими розпізнавальними стрічками

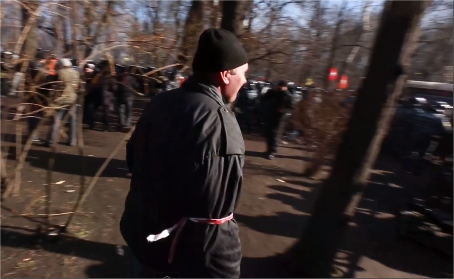
Тітушка із розпізнавальною біло-червоною стрічкою (Київ, Маріїнський парк, 18 лютого 2014)

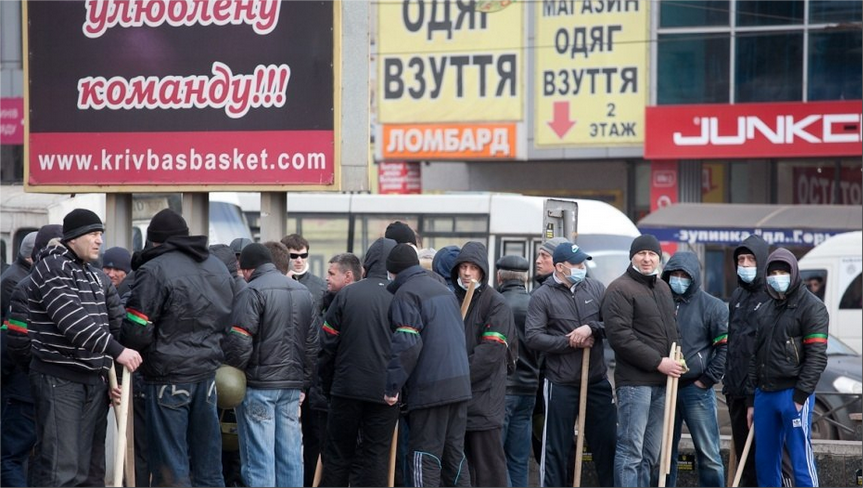
Збір тітушок в Кривому Розі

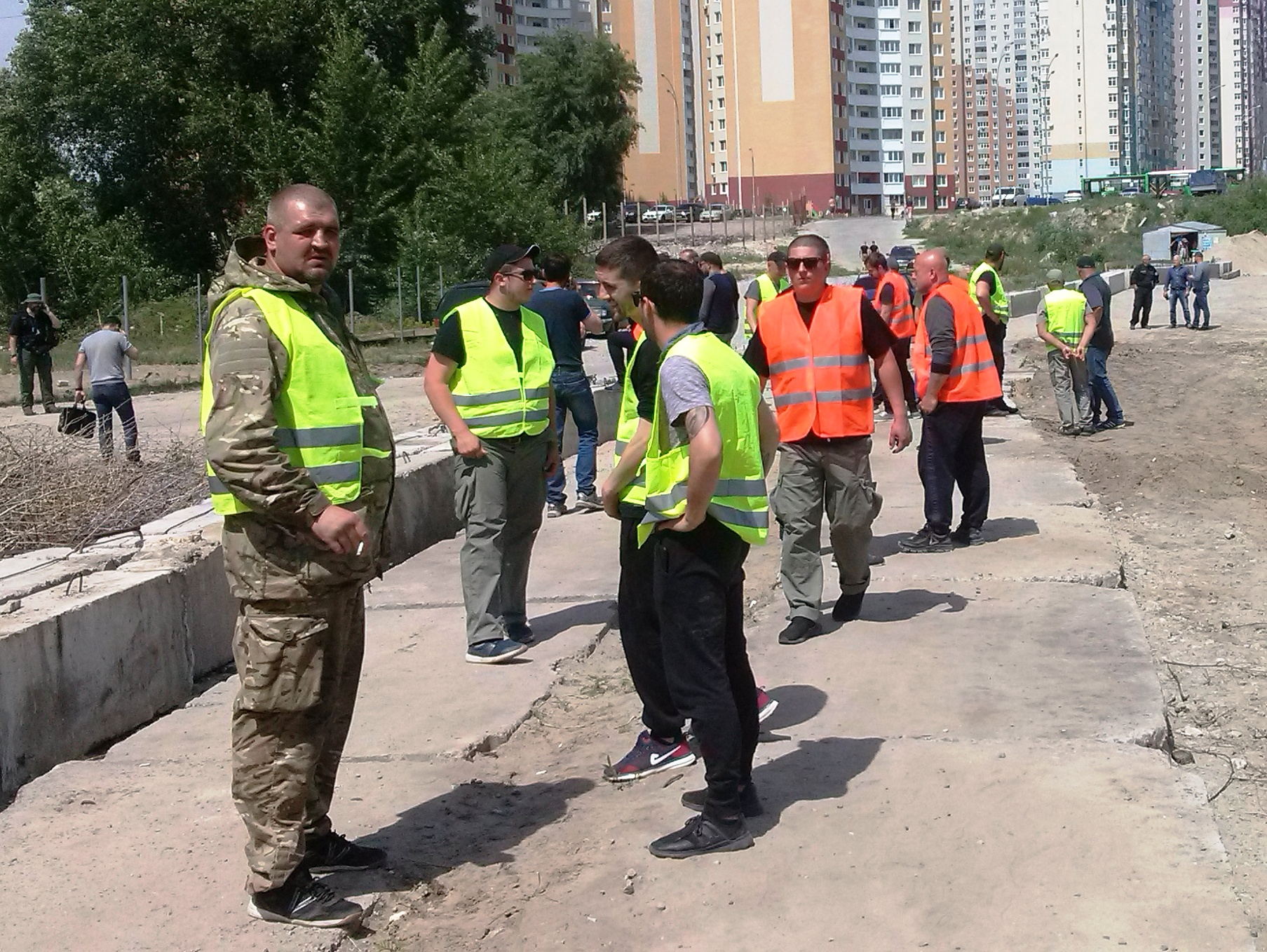
Група тітушок у сигнальних жилетах (Київ, Осокорки)

У зв'язку із збільшенням рекрутингу тітушок та масовості їх застосування постала потреба розрізняти їх на полі бою в сутичках із протестувальниками. На даний час є чимало фото і відеодокументальних підтверджень, що тітушки у Києві використовують червоно-білі та жовті пов'язки на руках, котрі дозволяють Беркуту та ВВ розрізняти їх як союзників та захищати.
У Дніпропетровську під час захисту будинку обласної адміністрації та масовому побитті людей використовували жовті пов'язки або ж звичайний скотч.
У Запоріжжі використовували білі стрічки.
|                     | тітушки були з білими стрічками на рукавах, ловили всіх без таких стрічок і били. |
| — Українська Правда |                                                                                   |

У Кривому Розі — зелено-червоні стрічки.
Іноді тітушки для впізнання вдягають певний вид одягу, наприклад — яскраві сигнальні жилети.

## Випадки, що приписують тітушкам
- 24 листопада 2013 року на вул. Банковій та біля Національного банку були сформовані колони молодих людей по 50 чоловік, які організовано спустилися до Майдану Незалежності. Як повідомило «Громадське телебачення», загалом у таких колонах було близько 2 тисяч людей[62].
- 26 листопада 2013 року здійснили наліт на наметове містечко на Європейській площі в Дніпропетровську. За повідомленням свідків, вони трощили все, що було у них на шляху; розгромили намети, били, причому «грамотно» били людей, які були в наметовому містечку і стояли, слухаючи музику. В результаті кілька людей з серйозними ушкодженнями потрапили в лікарню. Міліція перед нападом поїхала і з'явилася знову після того як нальотчики зникли. Координатор Євромайдану Віктор Романенко впізнав в нападниках членів федерації дзюдо Дніпропетровської області, яку очолює нардеп, член Партії регіонів Іван Ступак. Це були ті ж спортсмени Ступака, які нападали на мирні акції опозиції влітку 2013[63].
- 29 листопада 2013 року в центрі Києва у натовпі на Європейській площі та поблизу Майдану Незалежності серед прихильників євроінтеграції з'явилися молоді люди, озброєні однаковими залізними трубами з державною символікою. Потім вони як по команді розійшлися «віялом» — одні ліворуч, інші праворуч[64].
- 29 листопада 2013 року вони вчинили напад на журналіста «Громадське ТБ» Дмитра Гнапа та оператора Якова Любчича. Їх побили, відібрали і розбили камеру та два телефони. За оцінкою журналістів — «тітушок» було декілька тисяч, а нападали на них близько 20 осіб[65]. В той же день «тітушки» напали на знімальну групу «5 каналу», які знімали збір загонів «тітушок» у Маріїнському парку Києва[66].
- 1 грудня 2013 року 2013 о 12:00 — завезення близько 50—60 «тітушок» на вул. Банкову у внутрішній двір через ворота арки між будинками № 6 та № 8 на двох білих автобусах (з державними номерними знаками АА9967ВВ та АА9965ВВ). На відео чути, як особа за кадром каже

| Коля, тут ще тітушек завезли ... на Банкову, два автобуси <...> Бл..ха, за 200 гривень навіть пів Москаля не купиш. |. Відео з'явилося в інтернеті 2 грудня 2013 о 02:07.
- 1 грудня 2013 року відбулась провокація біля Адміністрації президента на вул. Банковій. Група кількістю близько 100 осіб у тому самому одягу, касках і в масках, яка брала участь у побитті вікон КМДА о 14:00, імітувала «штурм» Адміністрації — підігнала грейдер, щоб знести огорожу. За заявою депутата Порошенка, на вул. Банковій загалом було 500 провокаторів («тітушок»). Водночас на подвір'ї Адміністрації президента та на вул. Банковій разом перебувало близько 2 тисяч молодих людей у масках, у багатьох із них були балончики зі сльозогінним газом, каміння, палиці. Депутат Порошенко також здивувався, звідки на вулиці біля Адміністрації президента міг з'явитися величезний трактор-грейдер[68]. З фото- та відеоматеріалів ЗМІ видно, що мітингувальники вільно перетинали щільний заслон рядів службовців внутрішніх військ та опинялися на стороні МВС, де їх не намагалися затримати, а потім так само вільно проходили на бік мітингувальників, щоб продовжити чинити провокації[16]. 3 грудня 2013 року в прямому ефірі Громадського. ТВ під час бесіди з учасниками подій було спростовано інформацію, що деякі особи, які перетинали, належать до владних структур, і що вони випадково потрапили за заслон військовослужбовців, де тим не менш вільно спілкувалися з міліціонерами і не були затримані[69]. Голова МВС України Віталій Захарченко 3 грудня 2013 року заявив про те, що «міліція готова разом з представниками громадськості створювати патрулі для пошуку провокаторів на мітингах…» та що «що основним завданням для органів внутрішніх справ є недопущення порушень громадського порядку безпеки громадян, що беруть участь у велелюдних заходах. На жаль, організатори мітингів не повністю передбачили можливу присутність радикально налаштованих людей». МВС встановило, що провокатори — члени руху Братство Дмитра Корчинського. Однак в інтернеті опублікували відео, яке доводить відсутність належної протидії силовиків провокаціям на вулиці Банковій[70]. Також, варто відзначити, що в багатьох моментах протистоянь більшість бійців спецпідрозділів заслону не мали необхідних засобів захисту (щитів), особливо в умовах, коли провокатори кидали бруківку, палиці, або розмахували ланцюгами. Цей прорахунок керівництва МВС, а також затягування конфлікту (коли дії провокаторів не були зупинені силовиками), що тривав більше 2 годин, ймовірно, і призвів до численних поранень військовослужбовців.
- 1 грудня 2013 року  — провокація біля пам'ятника В. І. Леніну на перетині Хрещатика та бульвару Шевченка. Близько 20—30 молодиків спробували завалити пам'ятник Леніну, але були відбиті силами міліції. Деякі міліціонери отримали травми (один тяжкі). В цей час до місця подій підійшли депутати об'єднання «Свобода» та журналісти телеканалу «Громадське. ТВ». Депутати, намагаючись розібратись у ситуації, отримали поранення. Після цього посилений загін «Беркуту» оточив пам'ятник та припинив правопорушення[71].
- 10 грудня 2013 року — тітушки заблокували посольства ЄС та Польщі в Україні. Співробітники посольства ЄС не можуть потрапити до своїх робочих місць через головний вхід[72].
- 11 грудня 2013 року — тітушки на метро «Арсенальна» перекрили людям дорогу на Майдан Незалежності[73].
- 20 січня 2014 року — тітушки широко застосовуються під час подій біля стадіону іме. Лобановського, однак не в епіцентрі, а далеко від них[74]. За словами Віталія Кличка,

|  | Тітушок звезли в столицю, щоб палити машини, бити вітрини, грабувати і провокувати бійки. Аби створити картинку нібито це роблять мітингувальники з Майдану і зафіксувати безпорядки. Влада хоче створити хаос у Києві. Її мета - дестабілізувати ситуацію, аби мати привід для введення надзвичайного стану. |

- 31 січня 2014 року — у Харкові близько 3 години ночі через шибку у приміщення на першому поверсі житлового будинку на провулку Кравцова, в якому розташована друкарня, котра виготовляла листівки для харківського Євромайдану, кинули у пластиковій пляшці коктейль Молотова, який загорівся. На думку власника друкарні Ярослава Здорового, «це помста „тітушок“ за те, що він друкував листівки для Євромайдану»[76][77].
- 17 лютого 2014 року — тітушки біля вулиці Інститутської побили футболіста київського «Динамо» Владислава Калітвінцева[78][79].

## Протидія
З метою протидії тітушкам кияни самоорганізовувалися, створюючи загони самооборони.
Відреагували на дії тітушок і футбольні фанати київського «Динамо»:
|  | Сьогодні вночі „шістки“ чинної влади вивели на нічні вулиці Києва продажних козлів — „тітушок“, метою яких було - бити людей, які підтримують опір режиму „громадянина Януковича“, пошкоджувати їхні автомобілі і завдавати шкоди місту. «...» Ми звертаємся до Всіх, хто ще не приєднався до оборони Києва від найманих гадів: збирайте на цю ніч екіпажі самооборони на авто. «...» ми виходим не за те, щоб нас взяли в Євросоюз, не за Юлю, Віталіка, Арсенія і Олежку... Не проти Росії та росіян!!! Ми виходим — за киян, за наше місто, за нашу країну, за нашу честь!Оригінальний текст (рос.) Сегодня ночью шестёрки действующей власти вывели на ночные улицы Киева продажных козлов — „титушек“, целью которых было — избивать людей, которые поддерживают сопротивление режиму "гражданина януковича", повреждать их автомобили и наносить ущерб городу. Про это открыто заявляют взятые в плен мрази. Мы обращаемся ко всем, кто ещё не присоединился к обороне Киева от наёмных гадов: собирайте на эту ночь экипажы самообороны на авто. «...» мы выходим ни за то, чтобы нас взяли в Евросоюз, ни за Юлю, Виталика, Арсения и Олежку... Не против России и русских!!! Мы выходим — ЗА КИЕВЛЯН, ЗА НАШ ГОРОД, ЗА НАШУ СТРАНУ, ЗА НАШУ ЧЕСТЬ! |

Віталій Ярема також порадив під час провокацій знімати усе на відео, фотографувати та звертатися до міліції.
| Вони бояться публічності. Як правило, вони у капюшонах, ховають свої обличчя, тому їх потрібно максимально фіксувати.[47] |

### Ультрас і тітушки
Про свою підтримку Євромайдану на 24 січня 2014 року оголосили також вболівальники «Дніпра», «Зорі», «Металіста», «Чорноморця» та «Шахтаря». Організація «Зоря Ультрас», зокрема, провела збір на стадіоні «Авангард» й постановила, що боротиметься проти «тітушок», про що розмістили заяву на своїй сторінці «Вконтакте»:
|  | Повторюю інформацію, яка вже була сказана сьогодні на зборах. Хто з руху поведеться на гроші і поїде в Київ „заробляти“, можуть не повертатися! Так само, якщо буде якась інформація про людей, котрі пропонують даний вид заробітку, прохання писати адмінам! Реакція буде миттєва! Пам'ятайте про свою честь!Оригінальний текст (рос.) Повторю информацию которая уже была сказана сегодня на сборе. Кто из движа поведется на деньги и поедет в Киев „зарабатывать“, могут не возвращаться!!!Так же если будет какая то информация о людях предлагающих данный вид заработка просьба писать админам!!!Реакция будет незамедлительная!!!Помните про свою честь!!!! |

.
Загалом футбольні фанати ультрас Києва, Дніпропетровська, Харкова, Одеси, Донецька, Луганська, Полтави, Сімферополя і Севастополя підтримали Євромайдан та проголосили, що будуть захищати його учасників від тітушок.

## Цитати
Андрій Старовойт, президент Міжнародної та Всеукраїнської федерацій «Фрі-файту»:
|  | Тітушко (Вадим) раз виступав на наших змаганнях — чемпіонаті Київської області. За 40 секунд програв і більше ми його у нас ніколи не бачили. Тому було дуже прикро, коли хтось записав його в наші ряди. Насправді, нашим хлопцям навіть не пропонують подібні речі — бо знають, як ми до цього ставимося. Справжні спортсмени заробляють свої гонорари тільки за виступи на спортивному майданчику. Виходити на вулицю бити комусь лице або влаштовувати провокації справжній спортсмен ніколи не буде. |

Андрій Стадник, срібний призер ХХІХ літніх Олімпійських ігор в Пекіні, заслужений майстер спорту з вільної боротьби:
|  | Не думаю, що серед нормальних спортсменів хоч хтось бере участь у подібних акціях. Це відморозки, яким плювати на долю нашої країни, які за пару гривень готові продати матір. Я не розумію цих людей. Всі спортсмени, яких я знаю, підтримують людей на Майдані. Думаю, «тітушки» — це просто відморожені хлопці, яким щось давно відбили. Можливо, що це переодягнені силовики. Адже нормальний спортсмен не піде з ланцюгами, не нападатиме на правоохоронні органи, у яких захисне екіпірування, кийки, які можуть використовувати сльозогінний газ. Мені здається, цим людям вже нічого не допоможе. Люди, які провокують і продаються, коли вирішується доля нашого народу і країни ... |

Олександр Усик, український боксер-професіонал, чемпіон світу 2011, чемпіон Європи в напівважкій вазі, чемпіон України, заслужений майстер спорту, олімпійський чемпіон (2012):
|  | Провокації на вулицях роблять люди, які тільки називаються спортсменами. Якщо у них немає грошей, то вони можуть піти розвантажувати вагони. Отримувати гроші за бійки на вулицях — це брудна справа. |

В'ячеслав Узелков, український боксер-професіонал:
|  | Цих людей не можна назвати спортсменами. Справжні спортсмени досягають успіху в залах, на боксерських рингах і борцівських килимах, але не займаються такою фігньою. Ці ж люди — невдахи і нікчеми, які не можуть нічого добитися і здатні лише на подібні капості і провокації. Звичайно, можна було б порадити їм зайнятися справою, піти на тренування або на роботу, але, мені здається, від них толку не буде ніде, ні в шахті, ні на заводі. Найкраще покарання для них ігнор. Вони не хочуть вчитися, не хочуть працювати, тільки брати участь у подібних акціях, провокувати людей. |

30 грудня 2013 року працівники посольства США на чолі з послом Джеффрі Пайєттом привітали українців у відеоролику із віршами, згадавши тітушок:
|  | Щоб не було більше стресу, адже лінь — рушій прогресу, хай «тітушки» ходять боком, з новим щастям, з Новим роком |

.

## Фразеологізми
- «Плох тот рагуль, который не мечтает стать титушкой»[3].
- «Все — титушки, а я — Д'Артаньян»[3].

## Цікаві факти
- Сам Вадим Тітушко, який послужив прототипом «тітушок», заявив про підтримку Євромайдану[90] та євроінтеграції України[91][92][93], а в подальшому став на захист України у складі підрозділу Збройних Сил України[94].
- За словами Віталія Портникова, у Білій Церкві на блок-посту Євромайдану стояв Вадим Тітушко, який охороняв дорогу на Київ від тітушок, що звозились[95].
- Термін «тітушки» не обмежився Євромайданом. Так, пропутінських хуліганів у Москві, які організовано напали на людей, що зібрались на лекцію про протидію корупції, журналісти також назвали «тітушками»[96]. В коментарях до статті читачі зазначають, що подібні групи ще в 70-х роках створювались КДБістами і після тренувань посилали на збори протестантів, яких по-звірячому били, іноді вбивали, затримували, дівчат кидали до камер із рецедивістами, — так КГБ-шний режим намагався залякати людей, у яких жодних злих намірів не було.
- У 2015 році, після подій в Мукачевому, нову генерацію тітушок стали називати в соцмережах «йовбаки», за ім'ям нового «тітушки» — Миколи Йовбака[97].
- У 2019 році під час масових народних протестів проти будівництва храму в сквері Єкатеринбурга влада прислала молодиків на «захист храму» та побиття протестуючих. Цих молодиків журналісти прозвали «тітушками»[98][99][100][101].

## Відомі тітушки
- Стрижак Костянтин Олександрович